# Campeonato FIBA Américas de 2015
El Campeonato FIBA Américas de 2015 (también conocido como el Preolímpico Ciudad de México 2015) fue la 17.ª edición del campeonato de baloncesto del continente americano. Se llevó a cabo en el Palacio de los Deportes en la Ciudad de México, entre el 31 de agosto y el 12 de septiembre de 2015. El torneo sirvió para clasificar dos equipos a los Juegos Olímpicos de Río de Janeiro 2016.
Como Estados Unidos ganó la Copa Mundial de Baloncesto de 2014 y clasificó a los Juegos Olímpicos de Río de Janeiro 2016, no tuvo que participar en el torneo, por lo que su plaza le correspondió a Panamá, que quedó con el quinto puesto del Centrobasket 2014.
Venezuela ganó su primer campeonato al derrotar 76-71 a Argentina en la final. Ambos equipos clasificaron a los olímpicos. Mientras que Canadá se quedó con la medalla de bronce al derrotar 87-86 a México. Estos dos últimos y Puerto Rico quien terminó en el quinto lugar clasificaron al Torneo Preolímpico FIBA 2016.

## Candidaturas
Los siguientes países se postularon para albergar el torneo:
- Argentina
- Brasil
- Estados Unidos
- México
- Venezuela

El 6 de agosto, la Federación Internacional de Baloncesto, confirmó a México como sede para albergar el torneo en el estado de Nuevo León, en la Arena Monterrey. Si bien a principios del año se especuló con la posibilidad de que no se realizara el torneo en el país mencionado por problemas económicos, se confirmó la sede días después, además de confirmarse otros eventos que estaban programados para el mismo estadio.
En abril y mayo del 2015 volvieron a flote los rumores sobre la imposibilidad de realizarlo en Monterrey, algo que más tarde se confirmó. Si bien la ciudad mexicana no será la sede, el campeonato no cambiaría de país, ni tampoco de calendario.

## Clasificación
Ocho equipos clasificaron a través de los torneos preliminares realizados en sus respectivas zonas durante 2012. México y Canadá clasificaron automáticamente, uno como anfitrión del evento y el otro como uno de los dos únicos miembros de la zona norteamericana, respectivamente.
| Zona Norteamericana | Centrobasket                                                    | Sudamericano de Baloncesto         |
| ------------------- | --------------------------------------------------------------- | ---------------------------------- |
| Canadá              | Puerto Rico México (anfitrión) República Dominicana Panamá Cuba | Argentina Brasil Uruguay Venezuela |

## Formato de competición
Para la fase preliminar, las diez selecciones se dividen en dos grupos de cinco (A y B) determinados por sorteo. Los equipos juegan dentro del grupo en un sistema de todos contra todos. Una vez concluidas las cinco jornadas de partidos, los cuatro primeros equipos de cada grupo avanzan a la siguiente fase, mientras que los últimos quedan eliminados.  
En la segunda fase, los equipos que han avanzado se juntan en un solo grupo y se enfrentan a los cuatro equipos que formaron parte del otro grupo en la ronda preliminar. Cada selección mantiene todos los puntos obtenidos en la primera fase, a excepción de aquellos obtenidos ante el equipo de su grupo que quedó eliminado. Los mejores cuatro equipos de este grupo avanzan a semifinales. Los dos finalistas se clasifican a los Juegos Olímpicos de Río de Janeiro 2016. En caso de que Brasil finalice en los dos primeros lugares, el tercero clasificará a los Juegos.

## Grupos
El sorteo de los grupos tuvo lugar el 25 de marzo. Entre paréntesis se indica la posición en el Ranking Mundial FIBA.
| Grupo A                   | Grupo B          |
| ------------------------- | ---------------- |
| Brasil (9)                | Argentina (3)    |
| México (19)               | Canadá (25)      |
| Panamá (33)               | Cuba (57)        |
| República Dominicana (20) | Puerto Rico (15) |
| Uruguay (26)              | Venezuela (29)   |

### Calendario
Fuente: 2015 Campeonato FIBA Américas Archivado el 5 de marzo de 2016 en Wayback Machine..
| 1R | Primera ronda | 2R | Segunda ronda | SF | Semifinales | F | Tercer puesto y final |

| agosto/septiembre | agosto/septiembre | 31 Lun | 1 Mar | 2 Mié | 3 Jue | 4 Vie | 5 Sáb | 6 Dom | 7 Lun | 8 Mar | 9 Mié | 10 Jue | 11 Vie | 12 Sáb |
| ----------------- | ----------------- | ------ | ----- | ----- | ----- | ----- | ----- | ----- | ----- | ----- | ----- | ------ | ------ | ------ |
| Certamen          |                   |        |       |       |       |       |       |       |       |       |       |        |        |        |

## Primera ronda

### Grupo A
| # | Equipo               | PJ | G | P | PE  | PP  | Dif | Pts |
| - | -------------------- | -- | - | - | --- | --- | --- | --- |
| 1 | México               | 4  | 4 | 0 | 309 | 255 | +54 | 8   |
| 2 | República Dominicana | 4  | 2 | 2 | 304 | 291 | +13 | 6   |
| 3 | Panamá               | 4  | 2 | 2 | 301 | 308 | -7  | 6   |
| 4 | Uruguay              | 4  | 1 | 3 | 275 | 303 | -28 | 5   |
| 5 | Brasil               | 4  | 1 | 3 | 258 | 290 | -32 | 5   |

Los horarios corresponden al huso horario del Distrito Federal de México en verano, UTC-5.
| 31 de agosto, 14:30 | Uruguay                                                                                 | 71–57                | Brasil                                                         |                                                          |  |
|                     | Parciales: 12 - 12, 15 - 12, 19 - 17, 25 - 16                                           |                      |                                                                |                                                          |  |
|                     | Estadísticas Bruno Fitipaldo 12 Nicolas Borsellino y Mathías Calfani 8 Luciano Parodi 5 | Reporte Pts Reb Asts | Estadísticas 21 Marcus Vinicius 9 Marcus Vinicius 4 Rafael Luz | Árbitros: Pablo Estévez Roberto Vázquez Roberto Oliveros |  |

| 31 de agosto, 20:30 | República Dominicana                                      | 66–84                | México                                                        |                                                              |  |
|                     | Parciales: 13 - 24, 18 - 12, 15 - 30, 20 - 18             |                      |                                                               |                                                              |  |
|                     | Estadísticas Édgar Sosa 18 Orlando Sánchez 8 Édgar Sosa 4 | Reporte Pts Reb Asts | Estadísticas 24 Orlando Méndez 11 Gustavo Ayón 7 Juan Toscano | Árbitros: Juan Carlos García Alejandro Chiti Michael Weiland |  |

| 1 de septiembre, 12:00 | Panamá                                                         | 78–71                | Uruguay                                                            |                                                         |  |
|                        | Parciales: 15 - 19, 19 - 20, 21 - 12, 23 - 20                  |                      |                                                                    |                                                         |  |
|                        | Estadísticas Michael Hicks 21 José Lloreda 11 Trevor Gaskins 6 | Reporte Pts Reb Asts | Estadísticas 18 Bruno Fitipaldo 7 Mathías Calfani 7 Martín Osimani | Árbitros: Alejandro Chiti Jorge Vázquez Roberto Vázquez |  |

| 1 de septiembre, 18:00 | Brasil                                                            | 71–65                | República Dominicana                                          |                                                           |  |
|                        | Parciales: 16 - 16, 29 - 16, 13 - 13, 13 - 20                     |                      |                                                               |                                                           |  |
|                        | Estadísticas Marcus Vinicius 17 Joao Batista 9 cuatro jugadores 3 | Reporte Pts Reb Asts | Estadísticas 20 James Feldeine 10 Edward Santana 3 Édgar Sosa | Árbitros: Stephen Seibel Steven Anderson Roberto Oliveros |  |

| 2 de septiembre, 12:00 | República Dominicana                                      | 83–66                | Panamá                                                        |                                                         |  |
|                        | Parciales: 26 - 16, 16 - 24, 22 - 21, 19 - 5              |                      |                                                               |                                                         |  |
|                        | Estadísticas James Feldeine 16 Eloy Vargas 9 Édgar Sosa 6 | Reporte Pts Reb Asts | Estadísticas 16 José Lloreda 10 José Lloreda 5 Trevor Gaskins | Árbitros: Stephen Seibel Pablo Estévez Roberto Oliveros |  |

| 2 de septiembre, 20:30 | México                                                         | 65–58                | Brasil                                                        |                                                   |  |
|                        | Parciales: 18 - 17, 12 - 15, 18 - 11, 17 - 15                  |                      |                                                               |                                                   |  |
|                        | Estadísticas Gustavo Ayón 27 Gustavo Ayón 13 Jorge Gutiérrez 4 | Reporte Pts Reb Asts | Estadísticas 23 Vítor Benite 6 Augusto Lima 4 Ricardo Fischer | Árbitros: Sasa Pukl Jorge Vázquez Michael Weiland |  |

| 3 de septiembre, 12:00 | Uruguay                                                                                | 70–90                | República Dominicana                                     |                                                         |  |
|                        | Parciales: 11 - 21, 12 - 21, 22 - 23, 25 - 25                                          |                      |                                                          |                                                         |  |
|                        | Estadísticas Bruno Fitipaldo 18 Kiril Wachsmann 12 Bruno Fitipaldo y Mauricio Aguiar 3 | Reporte Pts Reb Asts | Estadísticas 17 James Feldeine 7 Eulis Báez 7 Eulis Báez | Árbitros: Jorge Vázquez Alejandro Chiti Michael Weiland |  |

| 3 de septiembre, 20:30 | Panamá                                                                     | 68–82                | México                                                  |                                                         |  |
|                        | Parciales: 19 - 18, 9 - 9, 19 - 35, 21 - 20                                |                      |                                                         |                                                         |  |
|                        | Estadísticas José Lloreda 16 Leonardo Pomare y Rubén Garcés 7 Joel Muñoz 6 | Reporte Pts Reb Asts | Estadísticas 20 Paul Stoll 11 Gustavo Ayón 7 Paul Stoll | Árbitros: Stephen Seibel Anthony Jordan Roberto Vázquez |  |

| 4 de septiembre, 14:30 | Brasil                                                   | 72–89                | Panamá                                                         |                                                         |  |
|                        | Parciales: 26 - 22, 13 - 17, 13 - 19, 20 - 31            |                      |                                                                |                                                         |  |
|                        | Estadísticas Vítor Benite 21 Augusto Lima 9 Rafael Luz 7 | Reporte Pts Reb Asts | Estadísticas 23 Trevor Gaskins 9 José Lloreda 6 Trevor Gaskins | Árbitros: Pablo Estévez Roberto Vázquez Michael Weiland |  |

| 4 de septiembre, 20:30 | México                                                      | 78–63                | Uruguay                                                                               |                                                           |  |
|                        | Parciales: 14 - 16, 24 - 11, 17 - 14, 23 - 22               |                      |                                                                                       |                                                           |  |
|                        | Estadísticas Gustavo Ayón 23 Gustavo Ayón 14 Gustavo Ayón 6 | Reporte Pts Reb Asts | Estadísticas 15 Mauricio Aguiar 10 Mathías Calfani 4 Bruno Fitipaldo y Martín Osimani | Árbitros: Stephen Seibel Steven Anderson Roberto Oliveros |  |

### Grupo B
| # | Equipo      | PJ | G | P | PE  | PP  | Dif  | Pts |
| - | ----------- | -- | - | - | --- | --- | ---- | --- |
| 1 | Argentina   | 4  | 4 | 0 | 358 | 305 | +53  | 8   |
| 2 | Canadá      | 4  | 3 | 1 | 382 | 307 | +75  | 7   |
| 3 | Venezuela   | 4  | 2 | 2 | 277 | 274 | +3   | 6   |
| 4 | Puerto Rico | 4  | 1 | 3 | 332 | 338 | -6   | 5   |
| 5 | Cuba        | 4  | 0 | 4 | 236 | 361 | -125 | 4   |

Los horarios corresponden al huso horario del Distrito Federal de México en verano, UTC-5.
| 31 de agosto, 12:00 | Cuba                                                                                          | 52–73                | Venezuela                                                              |                                                                   |  |
|                     | Parciales: 7 - 18, 14 - 21, 16 - 18, 15 - 16                                                  |                      |                                                                        |                                                                   |  |
|                     | Estadísticas Jasiel Rivero 10 Jasiel Rivero y Orestes Torres 7 Osmel Oliva y William Granda 3 | Reporte Pts Reb Asts | Estadísticas 14 Heissler Guillent 5 tres jugadores 7 Heissler Guillent | Árbitros: Reynaldo Mercedes Guilherme Locatelli Alejandro Sánchez |  |

| 31 de agosto, 18:00 | Argentina                                                 | 91–86                | Puerto Rico                                                         |                                                            |  |
|                     | Parciales: 24 - 29, 17 - 15, 33 - 28, 17 - 13             |                      |                                                                     |                                                            |  |
|                     | Estadísticas Luis Scola 22 Luis Scola 14 tres jugadores 5 | Reporte Pts Reb Asts | Estadísticas 20 José Juan Barea 7 Richard Chaney 10 José Juan Barea | Árbitros: Cristiano Maranho Steven Anderson Anthony Jordan |  |

| 1 de septiembre, 14:30 | Canadá                                                                         | 87–94                | Argentina                                                   |                                                          |  |
|                        | Parciales: 20 - 17, 22 - 29, 24 - 25, 21 - 23                                  |                      |                                                             |                                                          |  |
|                        | Estadísticas Andrew Wiggins y Anthony Bennett 13 Kelly Olynyk 10 Cory Joseph 7 | Reporte Pts Reb Asts | Estadísticas 35 Luis Scola 13 Luis Scola 6 Facundo Campazzo | Árbitros: Reynaldo Mercedes Juan Carlos García Sasa Pukl |  |

| 1 de septiembre, 20:30 | Puerto Rico                                                    | 91–61                | Cuba                                                                   |                                                                   |  |
|                        | Parciales: 24 - 17, 23 - 14, 20 - 17, 24 - 13                  |                      |                                                                        |                                                                   |  |
|                        | Estadísticas José Juan Barea 19 Jorge Díaz 7 José Juan Barea 6 | Reporte Pts Reb Asts | Estadísticas 20 Jasiel Rivero 13 Yoan Haití 4 Osmel Oliva y Yoan Haití | Árbitros: Cristiano Maranho Guilherme Locatelli Alejandro Sánchez |  |

| 2 de septiembre, 14:30 | Cuba                                                                  | 59–101               | Canadá                                                                         |                                                              |  |
|                        | Parciales: 10 - 30, 9 - 19, 22 - 22, 18 - 30                          |                      |                                                                                |                                                              |  |
|                        | Estadísticas Jasiel Rivero 20 Javier Justiz Ferrer 8 William Granda 6 | Reporte Pts Reb Asts | Estadísticas 15 Andrew Wiggins y Nik Stauskas 9 Aaron Doornekamp 6 Cory Joseph | Árbitros: Reynaldo Mercedes Anthony Jordan Alejandro Sánchez |  |

| 2 de septiembre, 18:00 | Venezuela                                                  | 74–63                | Puerto Rico                                                        |                                                                  |  |
|                        | Parciales: 20 - 22, 23 - 15, 19 - 12, 12 - 14              |                      |                                                                    |                                                                  |  |
|                        | Estadísticas Windi Graterol 13 John Cox 6 Gregory Vargas 6 | Reporte Pts Reb Asts | Estadísticas 20 José Juan Barea 5 Ramón Clemente 5 José Juan Barea | Árbitros: Juan Carlos García Steven Anderson Guilherme Locatelli |  |

| 3 de septiembre, 14:30 | Argentina                                                               | 96–64                | Cuba                                                               |                                                        |  |
|                        | Parciales: 23 - 22, 12 - 13, 34 - 10, 27 - 19                           |                      |                                                                    |                                                        |  |
|                        | Estadísticas tres jugadores 11 Andrés Nocioni 13 Nicolás Laprovittola 7 | Reporte Pts Reb Asts | Estadísticas 20 Jasiel Rivero 13 Javier Justiz Ferrer 5 Yoan Haití | Árbitros: Steven Anderson José Reyes Alejandro Sánchez |  |

| 3 de septiembre, 18:00 | Canadá                                                         | 82–62                | Venezuela                                                      |                                                          |  |
|                        | Parciales: 25 - 15, 22 - 13, 17- 20, 18 - 14                   |                      |                                                                |                                                          |  |
|                        | Estadísticas Nik Stauskas 16 Anthony Bennett 10 Kelly Olynyk 6 | Reporte Pts Reb Asts | Estadísticas 17 Dwight Lewis 6 Néstor Colmenares 3 José Vargas | Árbitros: Cristiano Maranho Sasa Pukl Juan Carlos García |  |

| 4 de septiembre, 12:00 | Venezuela                                                        | 68–77                | Argentina                                                   |                                                           |  |
|                        | Parciales: 11 - 16, 17 - 11, 20 - 28, 20 - 22                    |                      |                                                             |                                                           |  |
|                        | Estadísticas Gregory Vargas 21 Windi Graterol 7 tres jugadores 3 | Reporte Pts Reb Asts | Estadísticas 26 Luis Scola 10 Luis Scola 6 Facundo Campazzo | Árbitros: Reynaldo Mercedes Sasa Pukl Guillerme Locatelli |  |

| 4 de septiembre, 18:00 | Puerto Rico                                                          | 92–112               | Canadá                                                                        |                                                               |  |
|                        | Parciales: 23 - 24, 21 - 22, 16 - 35, 32 - 31                        |                      |                                                                               |                                                               |  |
|                        | Estadísticas José Juan Barea 20 Renaldo Balkman 11 José Juan Barea 7 | Reporte Pts Reb Asts | Estadísticas 19 Andrew Wiggins 9 Anthony Bennett y Kelly Olynyk 5 Cory Joseph | Árbitros: Cristiano Maranho Juan Carlos García Anthony Jordan |  |

## Segunda ronda
La segunda ronda se disputó del 6 al 9 de septiembre. En esta ronda se tomaran los resultados de la primera ronda, exceptuando los partidos contra ambos equipos eliminados, y los equipos se enfrentaron contra los otros cuatro del otro grupo. Los mejores cuatro equipos avanzan a semifinales. El quinto lugar, a pesar de no clasificar, obtiene el tercer cupo al Preolímpico FIBA 2016.
| # | Equipo               | PJ | G | P | PE  | PP  | Dif  | Pts |
| - | -------------------- | -- | - | - | --- | --- | ---- | --- |
| 1 | Canadá               | 7  | 6 | 1 | 707 | 572 | +135 | 13  |
| 2 | Argentina            | 7  | 6 | 1 | 611 | 564 | +47  | 13  |
| 3 | México               | 7  | 6 | 1 | 577 | 530 | +47  | 13  |
| 4 | Venezuela            | 7  | 3 | 4 | 496 | 502 | -6   | 10  |
| 5 | Puerto Rico          | 7  | 3 | 4 | 583 | 601 | -18  | 10  |
| 6 | República Dominicana | 7  | 2 | 5 | 586 | 602 | -16  | 9   |
| 7 | Panamá               | 7  | 1 | 6 | 468 | 576 | -108 | 8   |
| 8 | Uruguay              | 7  | 1 | 6 | 519 | 600 | -81  | 8   |

 Fuente: FIBA Americas Archivado el 6 de abril de 2016 en Wayback Machine.

Los horarios corresponden al huso horario del Distrito Federal de México en verano, UTC-5.
| 6 de septiembre, 12:00 | República Dominicana                                      | 68–72                | Venezuela                                                         |                                                               |  |
|                        | Parciales: 13 - 20, 15 - 19, 15 - 18, 25 - 15             |                      |                                                                   |                                                               |  |
|                        | Estadísticas Édgar Sosa 21 Orlando Sánchez 7 Édgar Sosa 5 | Reporte Pts Reb Asts | Estadísticas 19 Néstor Colmenares 17 Miguel Ruiz 6 Gregory Vargas | Árbitros: Juan Carlos García Anthony Jordan Alejandro Sánchez |  |

| 6 de septiembre, 14:30 | Argentina                                                   | 90–87                | Uruguay                                                             |                                                              |  |
|                        | Parciales: 18 - 19, 19 - 25, 29 - 23, 24 - 20               |                      |                                                                     |                                                              |  |
|                        | Estadísticas Luis Scola 26 Luis Scola 13 Facundo Campazzo 8 | Reporte Pts Reb Asts | Estadísticas 20 Mathías Calfani 17 Mathías Calfani 8 Martín Osimani | Árbitros: Stephen Seibel Michael Weiland Guilherme Locatelli |  |

| 6 de septiembre, 18:00 | Canadá                                                                       | 103–66               | Panamá                                                     |                                                        |  |
|                        | Parciales: 20 - 10, 22 - 13, 35 - 20, 26 - 23                                |                      |                                                            |                                                        |  |
|                        | Estadísticas Brady Heslip 23 Anthony Bennett y Kelly Olynyk 9 Nik Stauskas 5 | Reporte Pts Reb Asts | Estadísticas 13 Jonathan King 6 Jamelle Horne 6 Joel Muñoz | Árbitros: Reynaldo Mercedes Alejandro Chiti José Reyes |  |

| 6 de septiembre, 20:30 | México                                                                                | 92–86                | Puerto Rico                                                   |                                                       |  |
|                        | Parciales: 24 - 21, 23 - 21, 22 - 23, 23 - 21                                         |                      |                                                               |                                                       |  |
|                        | Estadísticas Héctor Hernández 28 Gustavo Ayón y Héctor Hernández 12 Jorge Gutiérrez 9 | Reporte Pts Reb Asts | Estadísticas 27 Ángel Vasallo 7 Jorge Díaz 10 José Juan Barea | Árbitros: Cristiano Maranho Sasa Pukl Steven Anderson |  |

| 7 de septiembre, 12:00 | Panamá                                                                       | 57–84                | Argentina                                                      |                                                                |  |
|                        | Parciales: 13 - 13, 13 - 21, 10 - 25, 21 - 25                                |                      |                                                                |                                                                |  |
|                        | Estadísticas Michael Hicks 15 Rubén Garcés 11 Trevor Gaskins y Jamaal Levy 2 | Reporte Pts Reb Asts | Estadísticas 16 Luis Scola 9 Andrés Nocioni 6 Facundo Campazzo | Árbitros: Juan Carlos García Steven Anderson Alejandro Sánchez |  |

| 7 de septiembre, 14:30 | Puerto Rico                                                         | 98–92                | República Dominicana                                                                                   |                                                    |  |
|                        | Parciales: 27 - 25, 20 - 9, 22 - 27, 29 - 31                        |                      | |                                                    |  |
|                        | Estadísticas José Juan Barea 37 José Juan Barea 7 José Juan Barea 9 | Reporte Pts Reb Asts | Estadísticas 25 Francisco García 6 Orlando Sánchez y Rigoberto Mendoza 4 Édgar Sosa y Francisco García | Árbitros: Pablo Estévez José Reyes Michael Weiland |  |

| 7 de septiembre, 18:00 | Uruguay                                                               | 82–109               | Canadá                                                                              |                                                          |  |
|                        | Parciales: 22 - 29, 10 - 28, 20 - 29, 30 - 23                         |                      |                                                                                     |                                                          |  |
|                        | Estadísticas Nicolas Borselino 15 Kiril Wachsmann 4 Bruno Fitipaldo 5 | Reporte Pts Reb Asts | Estadísticas 18 Andrew Wiggins 10 Andrew Nicholson 6 Cory Joseph y Andrew Nicholson | Árbitros: Alejandro Chiti Jorge Vázquez Roberto Oliveros |  |

| 7 de septiembre, 20:30 | Venezuela                                                      | 70–73                | México                                                            |                                                            |  |
|                        | Parciales: 16 - 12, 21 - 16, 20 - 23, 13 - 22                  |                      |                                                                   |                                                            |  |
|                        | Estadísticas John Cox 22 Néstor Colmenares 10 tres jugadores 3 | Reporte Pts Reb Asts | Estadísticas 20 Jorge Gutiérrez 11 Gustavo Ayon 4 Jorge Gutiérrez | Árbitros: Reynaldo Mercedes Anthony Jordan Roberto Vázquez |  |

| 8 de septiembre, 12:00 | Argentina                                                 | 92–84                | República Dominicana                                           |                                                               |  |
|                        | Parciales: 21 - 22, 24 - 20, 28 - 23, 19 - 19             |                      |                                                                |                                                               |  |
|                        | Estadísticas Andrés Nocioni 25 Luis Scola 14 Luis Scola 6 | Reporte Pts Reb Asts | Estadísticas 24 Édgar Sosa 7 tres jugadores 5 Francisco García | Árbitros: Steven Anderson Michael Weiland Guilherme Locatelli |  |

| 8 de septiembre, 14:30 | Venezuela                                                   | 75–77                | Uruguay                                                           |                                                   |  |
|                        | Parciales: 24 - 20, 17 - 22, 8 - 17, 25 - 18                |                      |                                                                   |                                                   |  |
|                        | Estadísticas José Vargas 17 Miguel Ruiz 7 Gregory Vargas 10 | Reporte Pts Reb Asts | Estadísticas 20 Reque Newsome 7 Mathías Calfani 7 Bruno Fitipaldo | Árbitros: Sasa Pukl Pablo Estévez Alejandro Chiti |  |

| 8 de septiembre, 18:00 | Panamá                                                        | 71–78                | Puerto Rico                                                      |                                                       |  |
|                        | Parciales: 26 - 16, 16 - 20, 14 - 15, 15 - 27                 |                      |                                                                  |                                                       |  |
|                        | Estadísticas Trevor Gaskins 29 Rubén Garcés 10 José Lloreda 3 | Reporte Pts Reb Asts | Estadísticas 15 José Juan Barea 7 Ramón Clemente 4 Carlos Rivera | Árbitros: Reynaldo Mercedes Stephen Seibel José Reyes |  |

| 8 de septiembre, 20:30 | México                                                                      | 73–94                | Canadá                                                     |                                                             |  |
|                        | Parciales: 17 - 26, 13 - 26, 22 - 22, 21 - 20                               |                      |                                                            |                                                             |  |
|                        | Estadísticas Francisco Cruz 13 Gustavo Ayón y José Gutiérrez 7 Paul Stoll 6 | Reporte Pts Reb Asts | Estadísticas 17 Andrew Wiggins 8 Melvin Ejim 6 Cory Joseph | Árbitros: Cristiano Maranho Jorge Vázquez Alejandro Sánchez |  |

| 9 de septiembre, 12:00 | Panamá                                                         | 62–75                | Venezuela                                                      |                                                              |  |
|                        | Parciales: 22 - 21, 13 - 19, 17 - 19, 10 - 16                  |                      |                                                                |                                                              |  |
|                        | Estadísticas Michael Hicks 20 Ruben Garges 11 Trevor Gaskins 7 | Reporte Pts Reb Asts | Estadísticas 21 John Cox 10 Néstor Colmenares 6 Gregory Vargas | Árbitros: Cristiano Maranho Stephen Siebel Alejandro Sánchez |  |

| 9 de septiembre, 14:30 | República Dominicana                                        | 103–120              | Canadá                                                   |                                                      |  |
|                        | Parciales: 18 - 36, 28 - 29, 26 - 31, 31 - 24               |                      |                                                          |                                                      |  |
|                        | Estadísticas Gerardo Suero 19 Gerardo Suero 6 Luis Flores 7 | Reporte Pts Reb Asts | Estadísticas 17 Cory Joseph 9 Kelly Olynyk 7 Cory Joseph | Árbitros: Sasa Pukl Alejandro Chiti Roberto Oliveros |  |

| 9 de septiembre, 18:00 | Uruguay                                                                                 | 69–80                | Puerto Rico                                                       |                                                           |  |
|                        | Parciales: 12 - 23, 11 - 24, 19 - 20, 27 - 13                                           |                      |                                                                   |                                                           |  |
|                        | Estadísticas Bruno Fitipaldo 15 Mathías Calfani y Nicolas Borsellino 6 Martín Osimani 5 | Reporte Pts Reb Asts | Estadísticas 19 José Juan Barea 9 Renaldo Balkman 5 Carlos Rivera | Árbitros: Reynaldo Mercedes Pablo Estévez Michael Weiland |  |

| 9 de septiembre, 20:30 | México                                                                     | 95–83                | Argentina                                                                             |                                                             |  |
|                        | Parciales: 20 - 26, 25 - 16, 14 - 30, 36 - 11                              |                      |                                                                                       |                                                             |  |
|                        | Estadísticas Gustavo Ayón 38 Gustavo Ayón 14 Francisco Cruz y Paul Stoll 5 | Reporte Pts Reb Asts | Estadísticas 26 Luis Scola 8 Andrés Nocioni 5 Facundo Campazzo y Nicolás Laprovittola | Árbitros: Juan Carlos García Anthony Jordan Roberto Vázquez |  |

## Ronda final
Los cuatro equipos que avanzaron definen en esta fase cuales clasifican a los Juegos Olímpicos de Río de Janeiro 2016. Los ganadores de las semifinales clasifican a Río 2016, mientras que los perdedores clasifican al Torneo Preolímpico FIBA 2016. Las semifinales se disputaron el 11 de septiembre y la final, el 12 de septiembre.
|  | Semifinales      | Semifinales      |    |                  | Final            | Final |  |
|  |                  |                  |    |                  |                  |       |  |
|  |                  |                  |    |                  |                  |       |  |
|  | 11 de septiembre |                  |    |                  |                  |       |  |
|  | Canadá           | 78               |    |                  |                  |       |  |
|  | Venezuela        | 79               |    |                  |                  |       |  |
|  |                  |                  |    |                  |                  |       |  |
|  |                  |                  |    |                  | 12 de septiembre |       |  |
|  |                  |                  |    |                  | Venezuela        | 76    |  |
|  |                  | Argentina        | 71 |                  |                  |       |  |
|  |                  |                  |    |                  |                  |       |  |
|  |                  |                  |    |                  |                  |       |  |
|  |                  |                  |    |                  | Tercer lugar     |       |  |
|  | 11 de septiembre | 11 de septiembre |    | 12 de septiembre | 12 de septiembre |       |  |
|  | Argentina        | 78               |    | Canadá           | 87               |       |  |
|  | México           | 70               |    |                  | México           | 86    |  |

Los horarios corresponden al huso horario del Distrito Federal de México en verano, UTC-5.

### Semifinales
| 11 de septiembre, 18:00 | Canadá                                                                     | 78–79                | Venezuela                                                     |                                                                |  |
|                         | Parciales: 19 - 20, 18 - 18, 23 - 20, 18 - 21                              |                      |                                                               |                                                                |  |
|                         | Estadísticas Kelly Olynyk 34 Kelly Olynyk 13 Cory Joseph y Philip Scrubb 4 | Reporte Pts Reb Asts | Estadísticas 20 Windi Graterol 6 Néstor Colmenares 4 John Cox | Árbitros: Reynaldo Mercedes Juan Carlos García Steven Anderson |  |

| 11 de septiembre, 20:30 | Argentina                                                       | 78–70                | México                                                         |                                                     |  |
|                         | Parciales: 25 - 26, 10 - 14, 27 - 22, 16 - 8                    |                      |                                                                |                                                     |  |
|                         | Estadísticas Luis Scola 18 Andrés Nocioni 13 Facundo Campazzo 8 | Reporte Pts Reb Asts | Estadísticas 17 Jorge Gutiérrez 12 Gustavo Ayón 5 Gustavo Ayón | Árbitros: Sasa Pukl Cristiano Maranho Jorge Vázquez |  |

### Partido por el tercer puesto
| 12 de septiembre, 18:00 | Canadá                                                         | 87–86                | México                                                     |                                                     |  |
|                         | Parciales: 18 - 14, 22 - 27, 20 - 23, 27 - 22                  |                      |                                                            |                                                     |  |
|                         | Estadísticas Andrew Nicholson 20 Kelly Olynyk 11 Cory Joseph 8 | Reporte Pts Reb Asts | Estadísticas 19 Marcos Ramos 19 Gustavo Ayón 10 Paul Stoll | Árbitros: Sasa Pukl Alejandro Chiti Roberto Vázquez |  |

### Final
| 12 de septiembre, 20:30 | Venezuela                                                                  | 76–71                | Argentina                                                       |                                                                  |  |
|                         | Parciales: 13 - 20, 17 - 8, 19 - 24, 27 - 19                               |                      |                                                                 |                                                                  |  |
|                         | Estadísticas Heissler Guillent 15 Gregory y José Vargas 7 Gregory Vargas 4 | Reporte Pts Reb Asts | Estadísticas 21 Andrés Nocioni 11 Luis Scola 7 Facundo Campazzo | Árbitros: Cristiano Maranho Reynaldo Mercedes Juan Carlos García |  |

| Campeón Venezuela |
| Primer título     |

## Clasificados

### Clasificados a Río 2016
| Venezuela Campeón del torneo | Argentina Subcampeón del torneo |

### Clasificados al Preolímpico FIBA 2016
| Canadá Tercero del torneo | México Cuarto del torneo | Puerto Rico Quinto del torneo |

## Estadísticas

### Posiciones finales
| Pos.              | Equipo               | PJ | G | P | PE  | PP  | Dif  | Pts |
| ----------------- | -------------------- | -- | - | - | --- | --- | ---- | --- |
| Medalla de oro    | Venezuela            | 10 | 6 | 4 | 724 | 703 | +21  | 16  |
| Medalla de plata  | Argentina            | 10 | 8 | 2 | 856 | 774 | +82  | 18  |
| Medalla de bronce | Canadá               | 10 | 8 | 2 | 973 | 796 | +177 | 18  |
| 4                 | México               | 10 | 7 | 3 | 798 | 752 | +46  | 17  |
| 5                 | Puerto Rico          | 8  | 4 | 4 | 674 | 662 | +12  | 12  |
| 6                 | República Dominicana | 8  | 2 | 6 | 651 | 673 | -22  | 10  |
| 7                 | Panamá               | 8  | 2 | 6 | 557 | 648 | -91  | 10  |
| 8                 | Uruguay              | 8  | 2 | 6 | 590 | 657 | -67  | 10  |
| 9                 | Brasil               | 4  | 1 | 3 | 258 | 290 | -32  | 5   |
| 10                | Cuba                 | 4  | 0 | 4 | 236 | 361 | -125 | 4   |

### Líderes individuales

#### Puntos
| Pos. | Jugador         | Partidos | Puntos | Promedio |
| ---- | --------------- | -------- | ------ | -------- |
| 1    | Luis Scola      | 10       | 211    | 21,1     |
| 2    | José Juan Barea | 8        | 162    | 20,3     |
| 3    | Gustavo Ayón    | 10       | 177    | 17,7     |
| 4    | Andrés Nocioni  | 10       | 167    | 16,7     |
| 5    | Andrew Wiggins  | 10       | 151    | 15,1     |

#### Rebotes
| Pos. | Jugador         | Partidos | Ofensivos | Defensivos | Total | Promedio |
| ---- | --------------- | -------- | --------- | ---------- | ----- | -------- |
| 1    | Gustavo Ayón    | 10       | 35        | 89         | 124   | 12,4     |
| 2    | Luis Scola      | 10       | 34        | 67         | 101   | 10,1     |
| 3    | Andrés Nocioni  | 10       | 12        | 78         | 90    | 9,0      |
| 4    | Kelly Olynyk    | 10       | 19        | 56         | 75    | 7,5      |
| 5    | Mathías Calfani | 8        | 14        | 41         | 55    | 6,9      |

#### Asistencias
| Pos. | Jugador              | Partidos | Asistencias | Promedio |
| ---- | -------------------- | -------- | ----------- | -------- |
| 1    | José Juan Barea      | 8        | 50          | 6,3      |
| 2    | Facundo Campazzo     | 10       | 59          | 5,9      |
| 3    | Cory Joseph          | 10       | 57          | 5,7      |
| 4    | Paul Stoll           | 10       | 47          | 4,7      |
| 5    | Nicolás Laprovittola | 10       | 45          | 4,5      |

#### Robos
| Pos. | Jugador          | Partidos | Robos | Promedio |
| ---- | ---------------- | -------- | ----- | -------- |
| 1    | Renaldo Balkman  | 8        | 13    | 1,6      |
| 2    | Gregory Vargas   | 10       | 15    | 1,5      |
| 3    | José Juan Barea  | 8        | 12    | 1,5      |
| 4    | Facundo Campazzo | 10       | 14    | 1,4      |
| 5    | Jorge Gutiérrez  | 9        | 13    | 1,4      |

#### Tapones
| Pos. | Jugador         | Partidos | Tapones | Promedio |
| ---- | --------------- | -------- | ------- | -------- |
| 1    | Leonardo Pomare | 8        | 10      | 1,2      |
| 2    | Gustavo Ayón    | 10       | 12      | 1,2      |
| 3    | Renaldo Balkman | 8        | 9       | 1,1      |
| 4    | Reque Newsome   | 8        | 8       | 1,0      |
| 5    | Kelly Olynyk    | 10       | 9       | 0,9      |
| 5    | Luis Scola      | 10       | 9       | 0,9      |

### Líderes individuales en un partido
| Categoría          | Jugador           | Total | Oponente             |
| ------------------ | ----------------- | ----- | -------------------- |
| Puntos             | Gustavo Ayón      | 38    | Argentina            |
| Rebotes ofensivos  | Miguel Ruiz       | 8     | República Dominicana |
| Rebotes ofensivos  | Néstor Colmenares | 8     | México               |
| Rebotes defensivos | Gustavo Ayón      | 16    | Canadá               |
| Rebotes totales    | Gustavo Ayón      | 19    | Canadá               |
| Asistencias        | José Juan Barea   | 10    | Argentina            |
| Asistencias        | José Juan Barea   | 10    | México               |
| Asistencias        | Paul Stoll        | 10    | Canadá               |
| Asistencias        | Gregory Vargas    | 10    | Uruguay              |
| Robos              | Gustavo Ayón      | 6     | Uruguay              |
| Tapones            | Leonardo Pomare   | 6     | Brasil               |

### Líderes por equipos

#### Puntos
| Pos. | Equipo               | Partidos | Puntos | Promedio |
| ---- | -------------------- | -------- | ------ | -------- |
| 1    | Canadá               | 10       | 973    | 97,3     |
| 2    | Argentina            | 10       | 856    | 85,6     |
| 3    | Puerto Rico          | 8        | 674    | 84,3     |
| 4    | República Dominicana | 8        | 651    | 81,4     |
| 5    | México               | 10       | 798    | 79,8     |

#### Rebotes
| Pos. | Equipo    | Partidos | Ofensivos | Defensivos | Total | Promedio |
| ---- | --------- | -------- | --------- | ---------- | ----- | -------- |
| 1    | Canadá    | 10       | 140       | 348        | 488   | 48,8     |
| 2    | Cuba      | 4        | 62        | 119        | 181   | 45,2     |
| 3    | Panamá    | 8        | 111       | 221        | 332   | 41,5     |
| 4    | Argentina | 10       | 104       | 304        | 408   | 40,8     |
| 5    | México    | 10       | 122       | 275        | 397   | 39,7     |

#### Asistencias
| Pos. | Equipo               | Partidos | Asistencias | Promedio |
| ---- | -------------------- | -------- | ----------- | -------- |
| 1    | Canadá               | 10       | 232         | 23,2     |
| 2    | México               | 10       | 215         | 21,5     |
| 3    | Argentina            | 10       | 192         | 19,2     |
| 4    | Puerto Rico          | 8        | 151         | 18,9     |
| 5    | República Dominicana | 8        | 148         | 18,5     |

#### Robos
| Pos. | Equipo               | Partidos | Robos | Promedio |
| ---- | -------------------- | -------- | ----- | -------- |
| 1    | Venezuela            | 10       | 92    | 9,2      |
| 2    | Puerto Rico          | 8        | 66    | 8,3      |
| 3    | República Dominicana | 8        | 54    | 6,8      |
| 4    | Brasil               | 4        | 26    | 6,5      |
| 5    | Argentina            | 10       | 63    | 6,3      |

#### Tapones
| Pos. | Equipo      | Partidos | Tapones | Promedio |
| ---- | ----------- | -------- | ------- | -------- |
| 1    | Argentina   | 10       | 34      | 3,4      |
| 1    | Canadá      | 10       | 34      | 3,4      |
| 3    | Venezuela   | 10       | 33      | 3,3      |
| 4    | Puerto Rico | 8        | 24      | 3,0      |
| 5    | Cuba        | 4        | 11      | 2,8      |

### Líderes por equipos en un partido
| Categoría          | Equipo    | Total | Oponente             |
| ------------------ | --------- | ----- | -------------------- |
| Puntos             | Canadá    | 120   | República Dominicana |
| Rebotes ofensivos  | Venezuela | 21    | México               |
| Rebotes defensivos | Canadá    | 44    | Cuba                 |
| Rebotes totales    | Canadá    | 58    | Cuba                 |
| Rebotes totales    | Canadá    | 58    | Puerto Rico          |
| Asistencias        | Canadá    | 29    | Cuba                 |
| Asistencias        | Canadá    | 29    | República Dominicana |
| Robos              | Venezuela | 14    | Canadá               |
| Tapones            | Panamá    | 9     | Brasil               |

## Quinteto Ideal
| Posición  | Jugador           | País      | Altura        | Peso            |
| --------- | ----------------- | --------- | ------------- | --------------- |
| Base      | Heissler Guillent | Venezuela | 1,83 m (6-0)  | 95 kg (210 lb)  |
| Escolta   | Andrew Wiggins    | Canadá    | 2,03 m (6-8)  | 93 kg (205 lb)  |
| Ala-Pívot | Andrés Nocioni    | Argentina | 2,01 m (6-7)  | 102 kg (224 lb) |
| Ala-Pívot | Luis Scola (MVP)  | Argentina | 2,06 m (6-9)  | 111 kg (244 lb) |
| Pívot     | Gustavo Ayón      | México    | 2,08 m (6-10) | 111 kg (244 lb) |

## Plantillas de los equipos medallistas
- Venezuela: Néstor Colmenares, John Cox, David Cubillán, César García, Windi Graterol, Heissler Guillent, Dwight Lewis, Miguel Marriaga, Miguel Ruíz, Gregory Vargas, Javinger Vargas, José Vargas (Entrenador: Néstor García)

- Argentina: Nicolás Brussino, Facundo Campazzo, Gabriel Deck, Marcos Delía, Tayavek Gallizi, Patricio Garino, Nicolás Laprovittola, Leonardo Mainoldi, Andrés Nocioni, Nicolás Richotti, Selem Safar, Luis Scola (Entrenador: Sergio Santos Hernández)

- Canadá: Anthony Bennett, Aaron Doornekamp, Melvin Ejim, Brady Heslip, Cory Joseph, Andrew Nicholson, Kelly Olynyk, Dwight Powell, Robert Sacre, Philip Scrubb, Nik Stauskas, Andrew Wiggins (Entrenador: Jay Triano)

## Transmisión
- México: Fox Sports 2, Televisa Deportes, Claro Sports, Ingenio TV (Televisión Educativa) y TVC Deportes.
- Sudamérica: DirecTV Sports, Fox Sports
- Argentina: TyC Sports y DIRECTV Sports
- Estados Unidos: ESPN2, ESPN3, ESPN Deportes y NBA TV
- Paraguay: Tigo Sports y Unicanal
- República Dominicana: Antena 21 y Fox Sports
- Venezuela: TVes, Meridiano TV, DIRECTV y TeleAragua
- Panamá: SerTV Canal 11